# Bobby Houda
Bobby Houda, vlastním jménem Josef Houda, (29. července 1945 Kladno – 17. března 2021 Liberec) byl český bluesový zpěvák a kytarista. V šedesátých letech působil ve skupině Švitorka a hrál také s Lubošem Andrštem. Poté vedl vlastní skupinu Bobby Houda & His New Society. Později emigroval do Belgie a začal hrát v kapele Arthura Conleyho, amerického zpěváka žijícího v Evropě. Později odešel do USA a studoval na Berklee College of Music. Po sametové revoluci se začal vracet do Česka. V roce 1994 vydal své první album Wanderer, na němž hráli mimo jiné Pavel Skála a Vladimír Guma Kulhánek. Později vydal další tři desky.

## Diskografie
- Wanderer (1994)
- Hlas básníků (1999)
- Blue Mood (2002)
- Die Hard Man (2018)